# Баба (медицина)
Ба́ба (церк.-слов. баба) — спільнослов'янське слово, можливо, доіндоєвропейського походження, що позначало літню жінку, бабусю, з часом почало також використовуватись у значеннях: «повитуха» та «знахарка», «ворожка» у відповідності до народних уявлень, що знахарка має бути старою, досвідченою жінкою. Таке значення слова баба відоме за пам'ятками XVI-XVIII ст., при цьому якщо в значенні «повитуха» слово вживалося цілком нейтрально, в значенні «ворожка» мало негативну конотацію.
Як синоніми слова баба в значенні «повитуха» використовувались також баба пупорѣзка та баба дитячая[джерело?]. Дієслово бабити позначало процес приймання дітей під час пологів.
Схожі слова були також в старопольській мові (baba), та староросійській (баба) мовах.
На початку XX ст. такі слова як баба-бранка, баба-пупорізка, баба-повитуха ще були нормативними. В сучасній українській мові слова баба в значеннях «повитухи» та «ворожки», бабити вважаються застарілими проте вони та однокорінні ним продовжують функціонувати в діалектах:
- закарпатське бабити
- гуцульські баба, проста баба, бабка, бабкувата, бабити
- буковинське бабництво (акушерство)
- наддністрянські баба, бабувати
- поліські баба, бабка, бабчиха, баба-повитуха, баба-бранка/баба-брамка, пупорізна баба[джерело?], пупная баба, баба до родіва, баба шо бабіт[джерело?], бабить
- степові ба, баба, баба-шептуха (знахарка), баба-повитуха/баба-повітуха[джерело?], бабуня, бабця, бабити, бабкувати/бабувати, бабич/бабіч (знахар), бабичка, бабугера.